# Boston Fleet
Boston Fleet je americký ženský klub ledního hokeje působící v severoamerické PWHL.

## Historie

### Založení
Dne 29. srpna 2023 bylo oznámeno, že se jedna z prvních šesti organizací nově vzniknuvší PWHL bude nacházet v Bostonu. Dne 1. září byla Danielle Marmerová jmenována generální manažerkou týmu. O 14 dní později, 15. září, byla Courtney Birchardová-Kesselová jmenována první hlavní trenérkou týmu.
Prvními třemi hráčkami Bostonu se staly americké reprezentantky Hilary Knightová, Aerin Frankelová a Megan Kellerová, které podepsaly smlouvy s klubem 7. září 2023.
První hráčkou draftovanou Bostonem byla z celkové 3. pozice vybraná Alina Müllerová.
Do první sezóny vstoupil Boston, podobně jako zbylých 5 klubů, s neutrálním názvem PWHL Boston.

### První sezóna (2024)
Před začátkem prvního ročníku PWHL představil bývalý dlouholetý kapitán Boston Bruins, Patrice Bergeron, Hilary Knightovou jako první kapitánku v historii organizace.
Svoje první utkání v PWHL odehrál Boston 3. ledna 2024 na domácím kluzišti proti Minnesotě. První branku v historii klubu vstřelila ve druhé třetině utkání, které Boston prohrál 2:3, Theresa Schafzahlová.
Ve vyřazovacích bojích došel Boston až do finále, když v semifinále po třech výhrách v prodloužení vyřadil Montréal a následně ve finále promarnil vedení 2:0 na zápasy v souboji s Minnesotou.

### Druhá sezóna (2024/2025)
Dne 10. června si Boston na celkové 7. pozici v draftu vybral Češku Danielu Pejšovou. V červenci do Bostonu zamířila druhá Češka, Klára Peslarová, která se do týmu probojovala díky úspěšnému absolvování tréninkového kempu.
Dne 9. září 2024, odhalil Boston svoji novou klubovou identitu. Z původního neutrálního PWHL Boston se stal Boston Fleet.

## Historické názvy
- 2023 – PWHL Boston
- 2024 – Boston Fleet

## Umístění v jednotlivých sezonách

### Přehled ligové účasti

#### Stručný přehled
- 2024–: PWHL

#### Jednotlivé ročníky
| USA / Kanada (2024 –) |      |        |    |   |    |    |    |    |    |    |        |                                      |
| Sezóny                | Liga | Úroveň | Z  | V | VP | PP | P  | VG | OG | B  | Pozice | Play-off                             |
| 2024                  | PWHL | 1      | 24 | 8 | 4  | 3  | 9  | 50 | 57 | 35 | 3.     | Finále (prohra 2:3 s PWHL Minnesota) |
| 2024/2025             | PWHL | 1      | 30 | 9 | 6  | 5  | 10 | 75 | 76 | 44 | 5.     | Klub nepostoupil do play-off         |

## Češky v Boston Fleet
| Sezóna    | Hráčky                            |
| 2024      | nikdo                             |
| 2024/2025 | Daniela Pejšová • Klára Peslarová |